# Hipoxie
Hipoxia e o stare patologică care presupune un aport insuficient de oxigen în organism. Poate apărea la nivelul întregului organism (hipoxie generalizată), sau la nivelul unui țesut (hipoxie tisulară).

## Clasificare
Există 4 tipuri de hipoxie:
- hipoxemie: scăderea presiunii și a cantității de oxigen de la nivelul sângelui arterial (răul de altitudine);
- anemică: scăderea capacității de a transporta oxigenul în sânge (intoxicația cu monoxid de carbon);
- circulatorie: reducerea fluxului sanguin (arterioscleroză, stare generală de șoc);
- histotoxică: incapacitatea celulară de a folosi oxigenul (intoxicațiile cu cianură).[2]

Prezintă o stare euforică însoțită de cefalee și oboseală.

## Cauze
1. Oxigenul insuficient prezent în aerul pe care îl respirăm
- Sufocare cu fum sau gaz.
- Schimbari ale presiunii atmosferice (ex. altitudini mari sau aeronava depresurizata)

2. Obstructia cailor aeriene
- Sufocare cauzată de o obstrucție externă (ex. cu apă-inec sau cu perna)
- Blocaje la nivelul cailor aeriene
- Comprimarea traheei prin spânzurare sau strangulare

## Situații speciale

### Hipoxia la altitudine mare
Poate apare la ascensiuni montane din cauza scăderii presiunii parțiale a oxigenului cu altitudinea (hipobarism). Aceasta produce probleme respiratorii. Ca adaptare la hipoxie locuitorii de la altitudini ridicate au nivele sanguine ridicate ale eritrocitelor.

### Hipoxia la scafandri
Hipoxia la scafandrii (în hiperbarism) este scăderea nivelului de oxigen dintr-un amestec respirator. Un amestec respirator este hipoxic dacă presiunea parțială a oxigenului din acest amestec, pO2, este mai mică de 0,17 bar (sc. abs.).

#### Simptome
Simptomele hipoxiei provin fie de la un echipament defect sau prost reglat, fie de la o respirație incorectă și pot fi:
- respirație grea
- dureri de cap
- senzație de greață
- pierderea cunoștinței

#### Prevenire
Pentru limitarea efectelor hipoxiei, scafandrul trebuie să efectueze sub apă în timpul scufundării, o manevră respiratorie constând dintr-o serie de inspirații profunde și expirații forțate în scopul ventilării cât mai bune a plămânilor, manevră ce poartă numele de hiperventilație controlată.
Paradoxul de hipoxie
Metabolismul eficient depinde în mare măsură de un interval terapeutic îngust de oxigen. În consecință, nivelurile scăzute de oxigen sau hipoxia sunt unul dintre cei mai puternici inductori ai genei, modificărilor metabolice și proceselor regenerative, inclusiv angiogeneza și stimularea de proliferare, migrare și diferențiere a celulelor stem. Detectarea nivelului scăzut de oxigen (hipoxie) sau niveluri crescute de oxigen (hiperoxie), apare prin intermediul celulelor chemoreceptoare specializate și modificări metabolice la nivel celular, care reglează răspunsul. Interesant tousi, fluctuațiile în concentrația de oxigen liber, mai degrabă decât nivelul absolut de oxigen poate fi interpretat la nivel celular ca lipsă de oxigen. Astfel, hiperoxia intermitentă repetată poate induce multi dintre mediatorii și mecanismele celulare care sunt induse de obicei în timpul hipoxiei. Aceasta se numește paradox hiperoxic-hipoxic (PHH). 